# Der deutsche Baumeister
Der deutsche Baumeister war die Zeitschrift der Fachgruppe Bauwesen im NS-Bund Deutscher Technik und Mitteilungsblatt des Generalbevollmächtigten für die Regelung der Bauwirtschaft. Herausgeber war Ministerialrat Eduard Schönleben. Sie erschien als illustrierte Hochglanzzeitschrift monatlich seit 1939. Sie enthielt die ständige Beilage Heimatpflege-Heimatgestaltung.